# Xジェンダー
Xジェンダー（エックスジェンダー、X-gender）は、男女のいずれにも属さない性同一性（性自認）を持つ人を指す日本独自の用語である。
Xジェンダーは、男女どちらとも異なる性自認を持つ人を包括的に含んでおり、女性か男性かといった自己の性自認がその時々で定まりきらなく、流動的である場合もある。
出生時に女性と割り当てられて性自認がXジェンダーである人を「FtX」、出生時に男性と割り当てられて性自認がXジェンダーである人を「MtX」と表現する。性的特徴が典型的な男女のものと異なる体（インターセックス）で出生し、かつ性自認もXジェンダーである人を「XtX」と表現する。
用語としては、遅くとも1990年代後半に日本で使われ始めた。英語圏を始めとした日本語以外の言語圏においては、Xジェンダーと近しい意味を持つ用語としてノンバイナリー・ジェンダー（non-binary gender）やジェンダークィア（genderqueer）、サード・ジェンダー（第3の性別、third gender）などが存在するが、これらは完全に同義というわけではない。

## 歴史
Xジェンダーは遅くとも1990年代後半には日本国内で独自に使い始められた言葉である。日本において性同一性を「X」で表現するようになり始めたのは、1990年代末頃、性別不合の自助グループの当事者の間であった。それまでの日本では、出生時に割り当てられた性別とは異なる性別として生きようとする人々をトランスジェンダーという言葉で表現することができていたが、女性でも男性でもいずれかでもない人々を指し示す言葉がなかった。

## Xジェンダーにまとめられる代表的な性同一性
Xジェンダーに含まれる代表的な性同一性には、中性・両性・無性・不定性があるが、これらにおさまらない様々な性同一性も含まれうる。これらの代表的な性同一性について、レインボー・アクションXラウンジは次のように述べている。
中性
自分のことを男と女の中間であると認識する人の性自認のこと
両性
自分のことを男でも女でもあると認識する人の性自認のこと
無性
自分のことを男とも女とも、男と女の中間とも、男と女の両方とも、ある特定の2つの性の間で自認する性が揺れ動くとも認識しない人の性自認のこと
不定性（ジェンダー・フルイド）
ある特定の2つの性の間で自認する性が揺れ動く人の性自認のこと
上記に限らずXジェンダーにまとめられる性同一性について複数の説明があり、中性のバリエーションとして「男性寄りの中性」や、男女二元論以外の性同一性との中性、両性であってもどちらかの性に優位性を感じる例などが示されており、表面上は同じ言葉であっても当事者によって認識には幅がある。

## Xジェンダーと性的指向
他の性同一性と同様に、Xジェンダーと特定の性的指向が関連づくことはない。Xジェンダーの当事者は、身体的な性別からみて異性愛者・同性愛者・両性愛者・無性愛者もしくはそれ以外であることがあり得る。そのため、Xジェンダーでレズビアン、Xジェンダーでゲイなど、性的少数者と捉えられる特徴が複数当てはまる人もいる。男女に二極化した性同一性を持たないXジェンダーにとって、性自認から性的指向を説明しようとすると、少なくとも異性愛または同性愛の起点となる性別を規定しにくいことから、自らの性的指向についての説明が困難に感じることがある。

## 日本語圏以外の類似概念
英語圏における男女二元論から外れる性同一性を包括的に表す言葉として、1980年代には「ジェンダークィア（genderqueer）」あるいは「サード・ジェンダー（第三の性、third gender）」が、2010年代以降では「ノンバイナリー・ジェンダー（non-binary gender）」 が近い言葉にあたると考えられる。しかし、Third genderは身体的な性別を意味する場合があることや、Queerはセクシュアル・マイノリティ全体を示すことがあってより広義である場合がある。よって、ノンバイナリーが最も適切だが、そもそもノンバイナリーという方が世界共通である。
また、インドのヒジュラーや、アメリカ先住民のトゥー・スピリット、タヒチのマフーといったカテゴリーにも似通った部分がある。